# Psilaspilates striolata
Psilaspilates striolata is een vlinder uit de familie van de spanners (Geometridae). De wetenschappelijke naam van de soort is als Aspilaria striolata voor het eerst geldig gepubliceerd in 1899 door Staudinger.